# Poecilocloeus inanis
Poecilocloeus inanis är en insektsart som beskrevs av Marius Descamps 1976. Poecilocloeus inanis ingår i släktet Poecilocloeus och familjen gräshoppor. Inga underarter finns listade i Catalogue of Life.